# Laxenecera serpentina
Laxenecera serpentina là một loài ruồi trong họ Asilidae. Laxenecera serpentina được Hermann miêu tả năm 1919. Loài này phân bố ở vùng nhiệt đới châu Phi.